# (4737) Kiladze
(4737) Kiladze – planetoida z pasa głównego asteroid okrążająca Słońce w ciągu 4,43 lat w średniej odległości 2,7 j.a. Odkrył ją Nikołaj Czernych 24 sierpnia 1985 roku w Krymskim Obserwatorium Astrofizycznym w Naucznym. Jej nazwa pochodzi od Rolana Ilicza Kiladzego (ur. 1931) – astronoma w Obserwatorium Abastumani.